# Борисов-Глебов
Борисов-Глебов — древнерусский город на Оке, впервые упомянутый в летописи под 1180 годом. Находился на дороге между Коломной и Старой Рязанью и входил в состав Рязанского княжества.

## Городище
Городище Борисова-Глебова, известное как Романово-Борисоглебское, расположено на правом высоком берегу Оки в 3 км к западу от села Вакино Рыбновского района Рязанской области. Его размеры составляют 200 на 120 м. Город был обнесён тремя линиями валов высотой до 3 м и рвов глубиной до 3 м. Укрепления были созданы в XII веке. Северо-западная сторона была защищена обрывистым берегом Оки. С южной стороны к Борисову-Глебову примыкал посад. Городище в наше время частично разрушено распашкой. В разное время его исследовали В. А. Городцов, П. П. Ефименко, В. И. Зубков, А. Л. Монгайт. Найдены обломки гончарной посуды, металлические вещи, семилопастные височные кольца, серебряная чаша, крест, блюдо и прочее. Обнаружено кладбище XII—XIII веков.

## История
Судя по археологическим данным, Борисову-Глебову предшествовало поселение эпохи железного века, располагавшееся на соседнем высоком холме. Городище Борисова-Глебова находится на культурном слое городецкой культуры. Культурный слой, относящийся к древнерусской эпохе (XII—XIII век), незначительный, что позволяет предположить, что молодой город был уничтожен в ходе монгольского нашествия на Русь. Позже здесь возникло село Романовское. В XVIII веке на месте села отмечен погост Романов.